# Apa (P-121)
Pour les articles homonymes, voir Apa.
L'Apa (pennant number : P-121) est une corvette de classe Amazonas, actuellement exploitée par la marine brésilienne. Elle a d’abord été nommé Scarborough (CG51) alors qu’elle était en cours de construction pour la Garde côtière de Trinité-et-Tobago.

## Conception
La classe Amazonas a été initialement nommée classe Port of Spain et construite pour la garde côtière de Trinité-et-Tobago. Puis, bien que deux des navires aient été achevés à ce moment-là et en attente de livraison, et que la formation de l’équipage soit en cours au Royaume-Uni, le gouvernement de la République de Trinité-et-Tobago a annulé la commande en septembre 2010.
En décembre 2011, il a été rapporté que la marine brésilienne était intéressée par l’achat des navires, et peut-être jusqu’à cinq navires supplémentaires de la même conception.

## Engagements
Le Scarborough a été construit par BAE Systems Maritime à Glasgow et lancé le 15 juillet 2010. Le navire a été vendu à la marine brésilienne et renommé Apa (P-121). Il a été mis en service  le 30 novembre 2012.

## Galerie

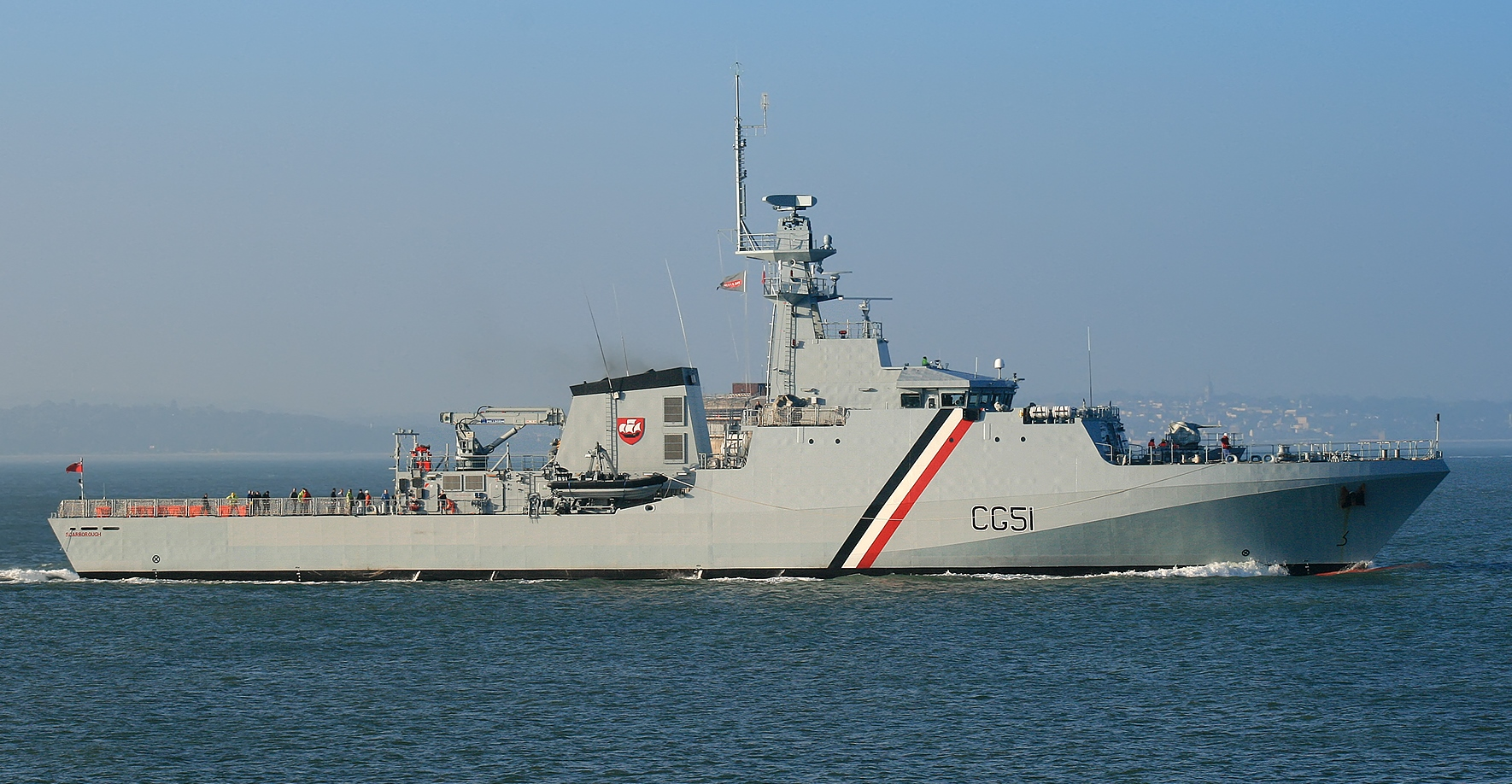
Le Scarborough en route le 13 février 2010
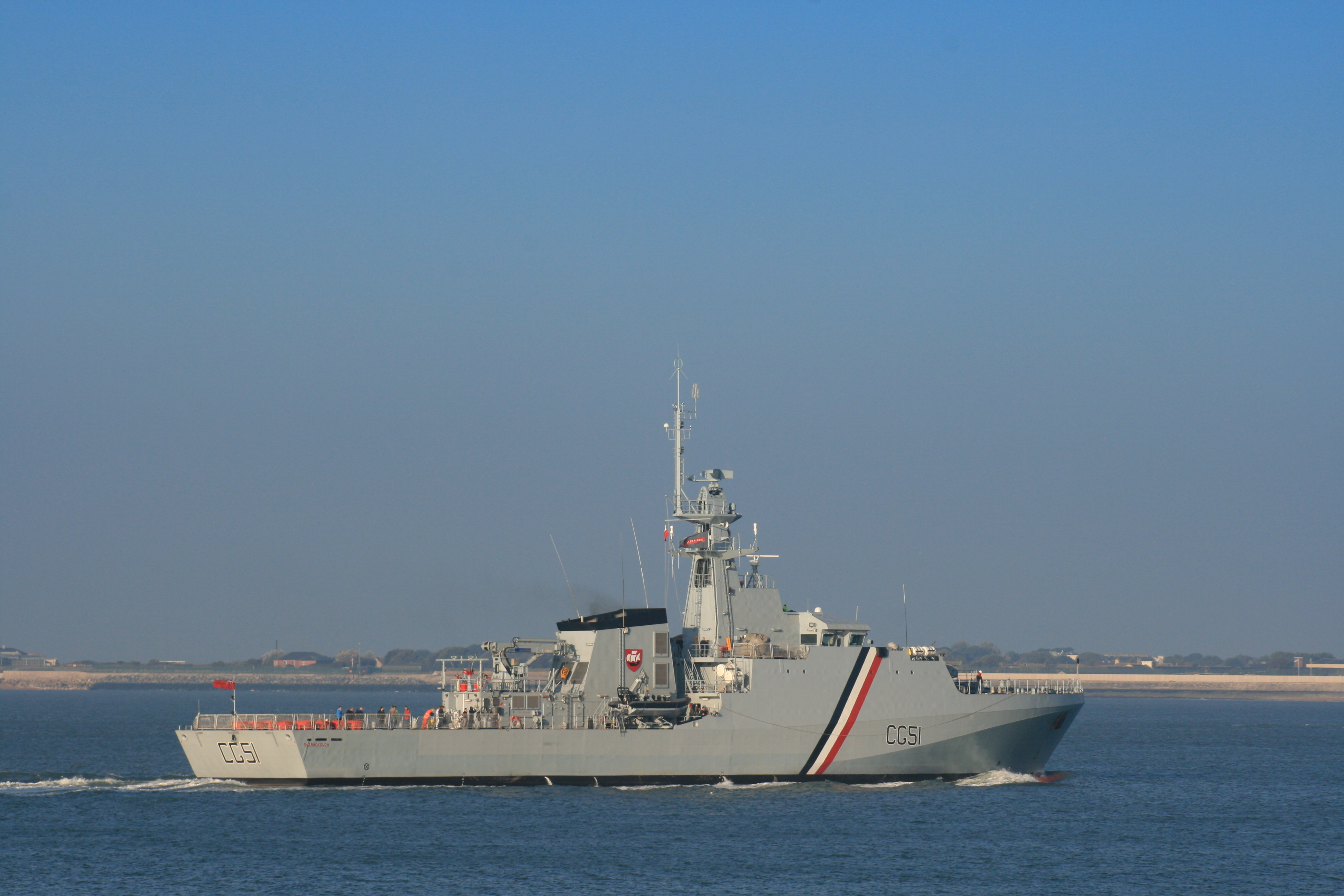
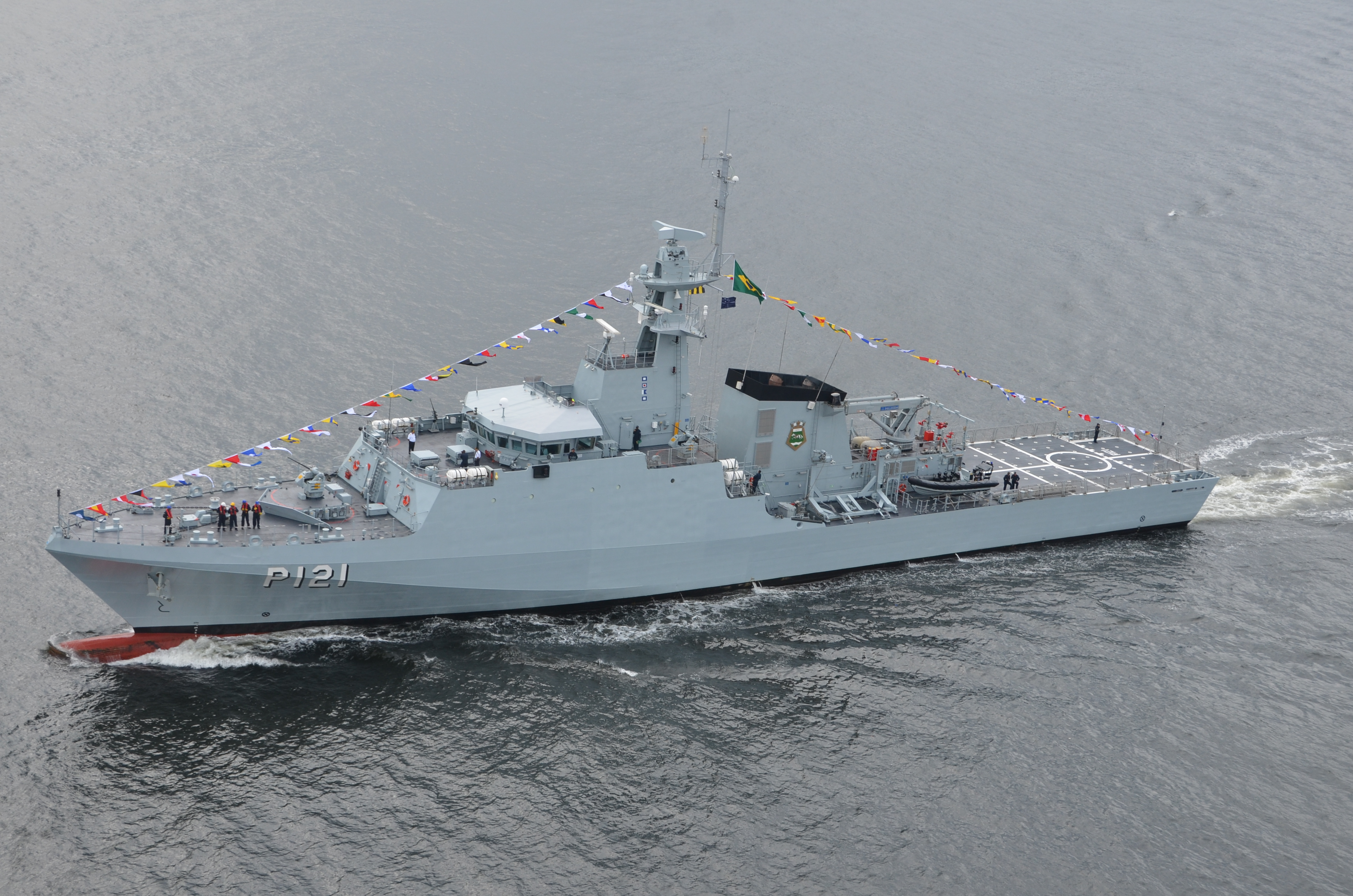
Le Apa en route le 24 mai 2013.
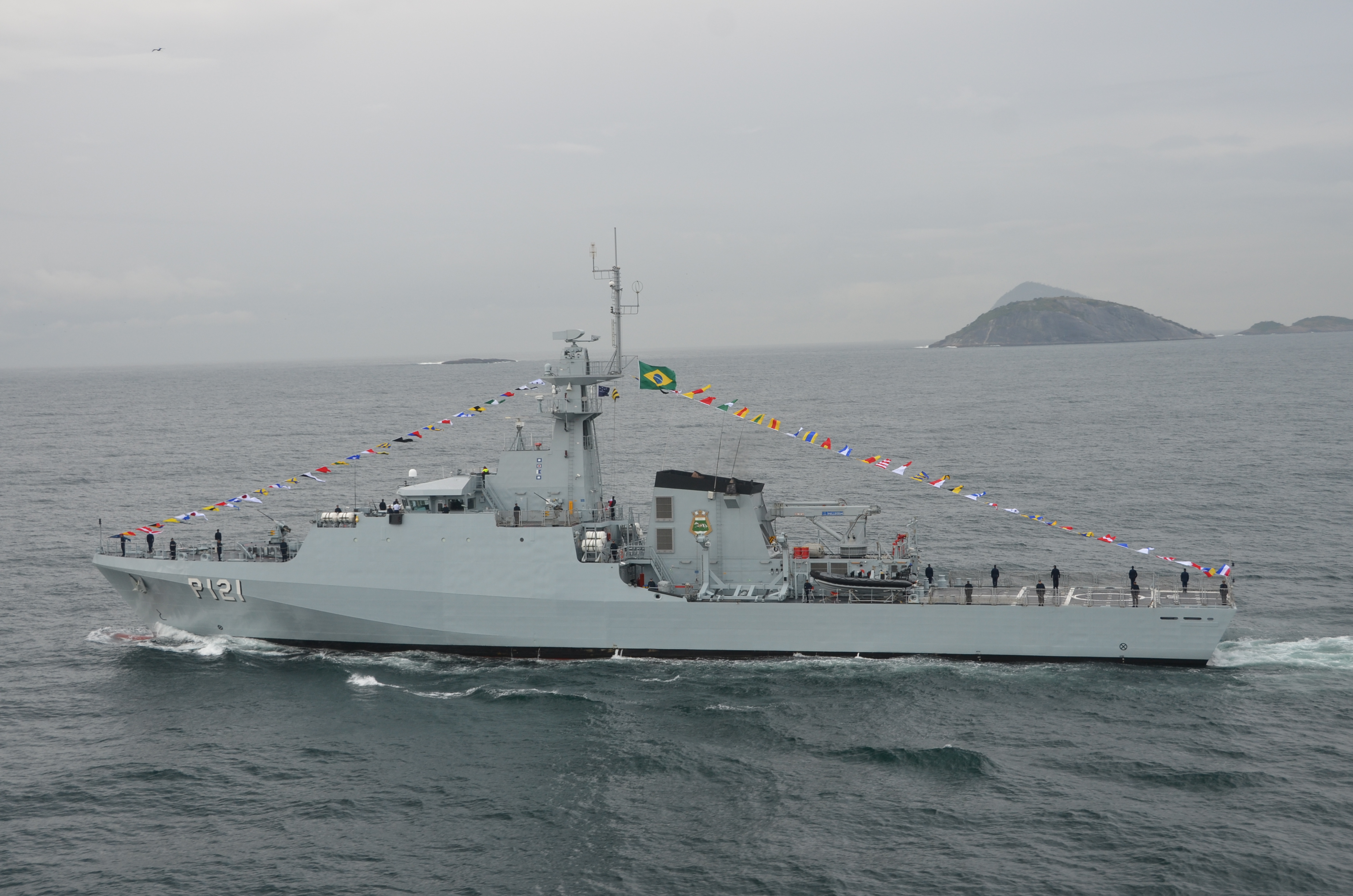
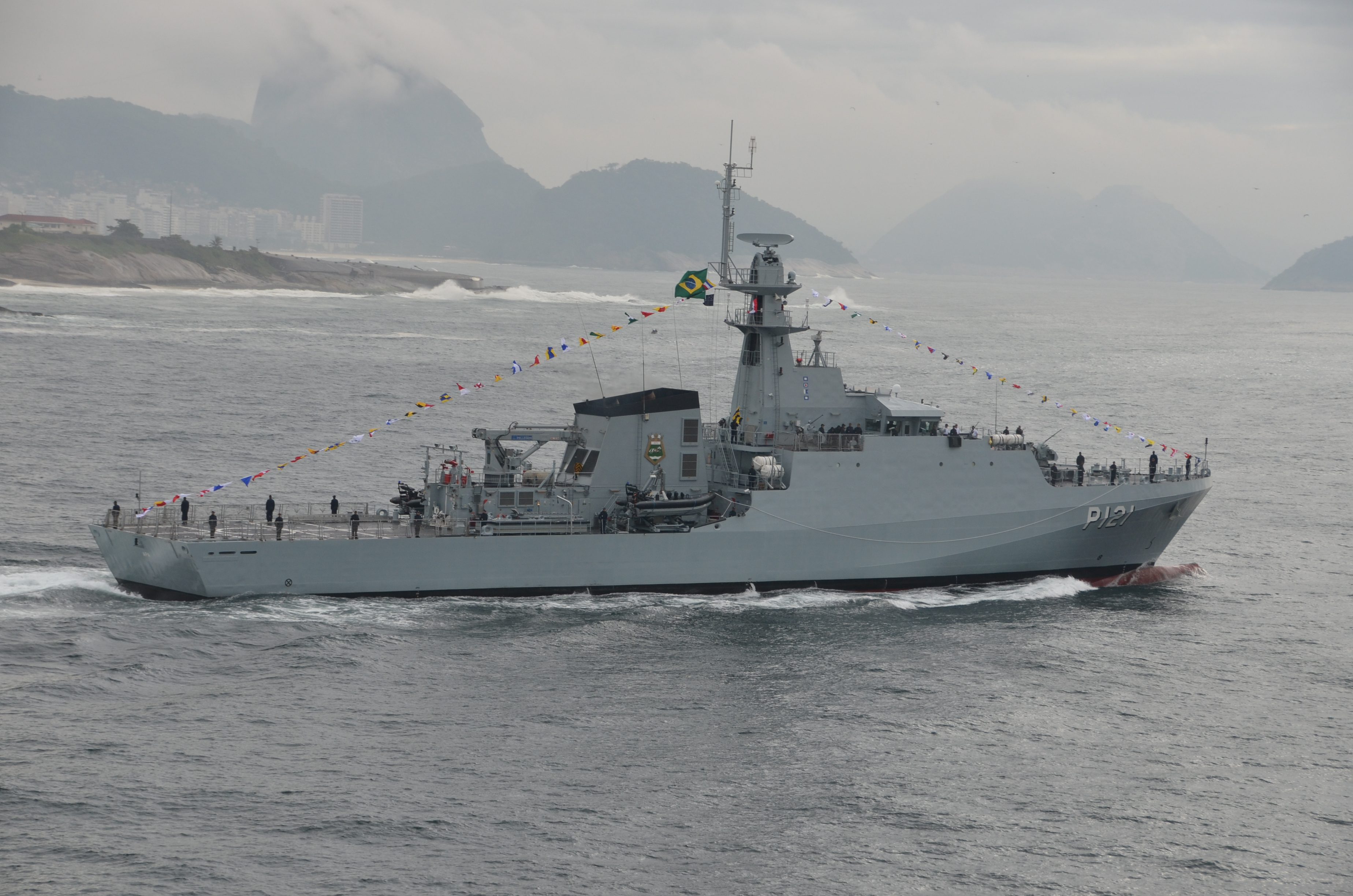
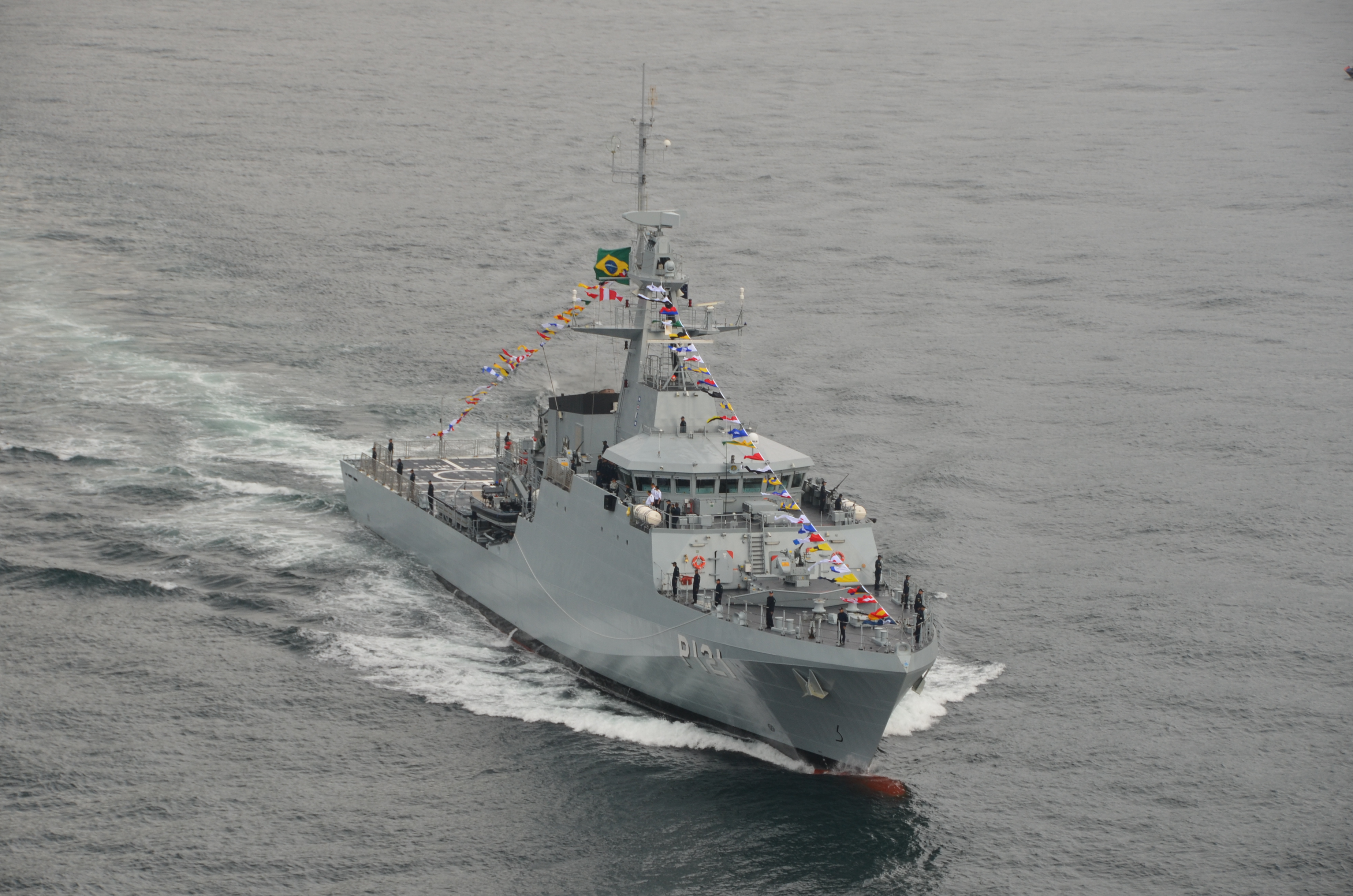
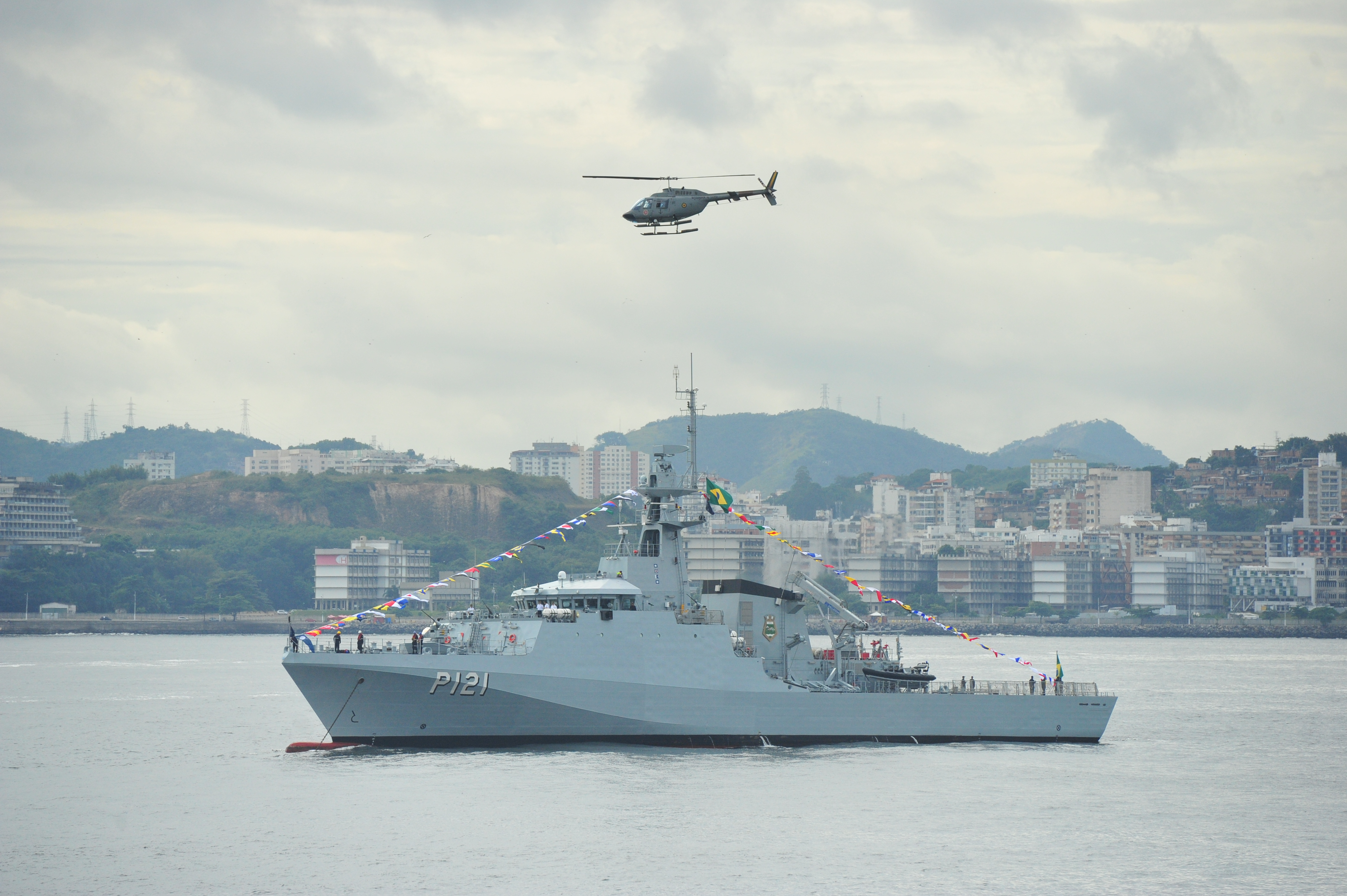
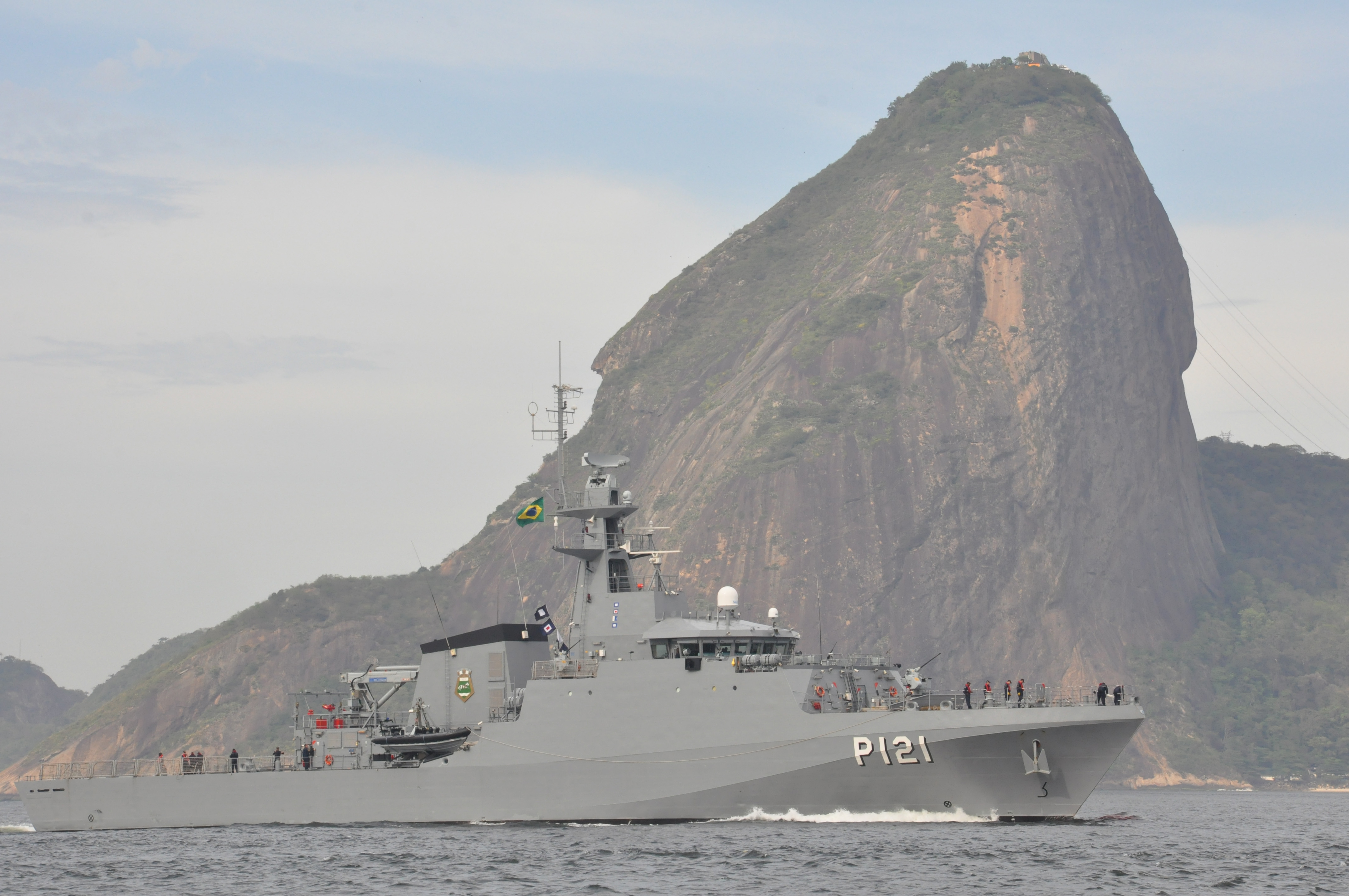
Le Apa en route le 20 février 2017.